# Julio César Chalar
Dr. Julio César Chalar (? - 5. ožujka 2016.) bio je urugvajski pravnik i političar.
Od 2012. do svoje smrti 5. ožujka 2016. bio je član petočlanog vijeća sudaca Vrhovnog suda Urugvaja.
Zbog svog visokog položaja u pravosuđu nije pripadao niti jednoj političkoj stranci niti opciji.